# Act Naturally
«Act Naturally» (с англ. — «Играй естественно») — песня, написанная американским автором и исполнителем Джонни Расселом (приписана ему и Вони Моррисон). Впервые песня была исполнена американским исполнителем Баком Оуэнсом и его группой The Buckaroos в 1963 году; их версия заняла первую позицию в американском чарте Billboard Country Singles. Песня знаменита многими кавер-версиями, в том числе и версией группы «Битлз», вышедшей на альбоме Help!. В 2002 году песня заняла 169 позицию в списке 500 величайших кантри-песен по версии сайта About.com.
В 2024 году Rolling Stone поместил песню на 70-е место в своем рейтинге 200 величайших кантри-песен всех времен.

## История создания песни
Идея написать эту песню возникла у Рассела после того, как он был приглашён одним из своих друзей поучаствовать в студийной сессии в Лос-Анджелесе. На вопрос своей тогдашней подружки, зачем ему нужно ехать в Лос-Анджелес, Рассел ответил: «Они собираются вставить меня в свои фильмы и сделать из меня большую звезду». Такое объяснение было воспринято с юмором, а самому Расселу тут же пришла идея написать песню, основанную на этом комментарии. Песня была написана в тот же день, однако записать её не удалось: тогдашний продюсер Рассела заявил, что песня о фильмах — это не хитовый материал.

## Версия Бака Оуэнса и группы The Buckaroos
В 1963 году Рассел сотрудничал в написании песен с женщиной по имени Вони Моррисон, которая работала также с исполнителем Баком Оуэнсом из Бакерсфилда (Калифорния). Когда Рассел наиграл песню Моррисон, она посчитала, что та вполне подойдёт для Оуэнса, и взялась передать ему запись песни. Поскольку ещё не было сделано ни одной записи, а Рассел имел договорённость с Моррисон о том, что авторские права на песни делятся между ними поровну, он включил её в соавторы, хотя её роль состояла только в том, что она передала песню Оуэнсу.
Самому Оуэнсу песня сначала не понравилась, однако под влиянием Дона Рича (участника его группы) он вскоре изменил своё мнение. Песня была записана в студии Capitol Records 12 февраля 1963 года, сингл с песней вышел 11 марта. 13 апреля песня вошла в чарт Billboard Country Singles, а 15 июня песня продержалась на его вершине свою первую неделю. В общей сложности песня фигурировала с чарте 28 недель и сделала из Рассела настоящую звезду — до конца 1960-х ещё 19 его песен занимали лидирующие позиции в хит-парадах.

## Версия «Битлз»
Участники группы «Битлз» перепели песню в 1965 году для своего альбома Help!. Песня вошла только в британскую версию альбома, тогда как в США песня вышла на стороне Б сингла «Yesterday». В марте 1966 года песня была выпущена также на британском мини-альбоме Yesterday. Ещё позже (в июле 1966 года) песня вошла также в американский альбом Yesterday and Today.
Песня была записана 17 июня 1965 года за 13 подходов; первые 12 дублей впоследствии использовались лишь для обогащения аранжировки, базовым послужил тринадцатый дубль, единственный, исполненный с вокалом. Микширование было проведено на следующий день. Вокальную партию исполнил Ринго Старр, ему же принадлежит и партия ударных; Пол Маккартни исполнял подголоски и партию бас-гитары; Джон Леннон исполнил партию ритм-гитары, а Джордж Харрисон — партию соло-гитары, которая была записана дважды и сведена в одну.
Группа исполняла песню на шоу Эда Салливана, которое было записано 14 августа 1965 года и выпущено в эфир 12 сентября.

## Дуэтная версия Оуэнса иСтарра
В 1989 году Оуэнс и Старр записали совместную версию песни, на которую был снят беззаботный клип, в котором оба исполнителя представляли самих себя будто бы снимающихся в некоем вестерне в роли ковбоев. Эта версия песни достигла 27 позиции в чарте Billboard Country Singles, где продержалась в общей сложности 11 недель. Песня была номинирована на несколько престижных наград (в том числе Грэмми за «лучшее вокальное сотрудничество»), однако никаких заметных отличий не получила.